# Salts al Campionat del Món de natació de 2009
La competició de salts al Campionat del Món de natació de 2009 es realitzà al Foro Itálico de la ciutat de Roma (Itàlia).

## Proves
Es realitzaren cinc proves, separades en competició masculina i competició femenina:
- trampolí 1 m
- trampolí 3 m
- plataforma 10 m
- trampolí sincronitzat 3 m
- plataforma sincronitzada 10 m

## Resum de medalles

### Categoria masculina
| Event                          | Or                                 | Plata                                     | Bronze                                 |  |  |  |
| trampolí 1 m.                  | Qin Kai (CHN)                      | Zhang Xinhua (CHN)                        | Matthew Mitcham (AUS)                  |  |  |  |
| trampolí 3 m.                  | He Chong (CHN)                     | Troy Dumais (USA)                         | Alexandre Despatie (CAN)               |  |  |  |
| plataforma 10 m.               | Thomas Daley (GBR)                 | Qiu Bo (CHN)                              | Zhou Lüxin (CHN)                       |  |  |  |
|                                |                                    |                                           |                                        |  |  |  |
| trampolí 3 m. sincronitzat     | R.P. de la XinaQin Kai · Wang Feng | Estats UnitsTroy Dumais · Kristian Ipsen  | CanadàAlexandre Despatie · Reuben Ross |  |  |  |
| plataforma 10 m. sincronitzada | R.P. de la XinaHuo Liang · Lin Yue | Estats UnitsDavid Boudia · Thomas Finchum | CubaJosé Guerra · Jeinkler Aguirre     |  |  |  |

### Categoria femenina
| Event                          | Or                                      | Plata                                             | Bronze                                        |  |  |  |
| trampolí 1 m.                  | Yuliya Pakhalina (RUS)                  | Wu Minxia (CHN)                                   | Wang Han (CHN)                                |  |  |  |
| trampolí 3 m.                  | Guo Jingjing (CHN)                      | Émilie Heymans (CAN)                              | Tania Cagnotto (ITA)                          |  |  |  |
| plataforma 10 m.               | Paola Espinosa (MEX)                    | Chen Ruolin (CHN)                                 | Kang Li (CHN)                                 |  |  |  |
|                                |                                         |                                                   |                                               |  |  |  |
| trampolí 3 m. sincronitzat     | R.P. de la XinaGuo Jingjing · Wu Minxia | ItàliaTania Cagnotto · Francesca Dallapè          | RússiaJulia Pakhalina · Anastasia Pozdniakova |  |  |  |
| plataforma 10 m. sincronitzada | R.P. de la XinaChen Ruolin · Wang Xin   | Estats UnitsHaley Ishimatsu · Mary Beth Dunnichay | MalàisiaPandelela Rinong Pamg · Mun Yee Leong |  |  |  |

## Medaller
| Posició | País            | Or | Plata | Bronze | Total |
| 1       | R.P. de la Xina | 7  | 4     | 3      | 14    |
| 2       | Rússia          | 1  | 0     | 1      | 2     |
| 3       | Mèxic           | 1  | 0     | 0      | 1     |
| 3       | Regne Unit      | 1  | 0     | 0      | 1     |
| 5       | Estats Units    | 0  | 4     | 0      | 4     |
| 6       | Canadà          | 0  | 1     | 2      | 3     |
| 7       | Itàlia          | 0  | 1     | 1      | 2     |
| 8       | Austràlia       | 0  | 0     | 1      | 1     |
| 8       | Cuba            | 0  | 0     | 1      | 1     |
| 8       | Malàisia        | 0  | 0     | 1      | 1     |
| Total   | Total           | 10 | 10    | 10     | 30    |